# Campanha no Deserto Sírio (Dezembro de 2016–Abril de 2017)
A Campanha no Deserto Sírio (Dezembro de 2016- Abril de 2017) foi uma campanha militar lançada por forças rebeldes sírias afiliadas à Frente do Sul do Exército Livre Sírio (ELS) e seus aliados no deserto do sul da Síria e nas montanhas a leste de Qalamoun. O objectivo da ofensiva era expulsar o Estado Islâmico do Iraque e do Levante (EIIL) do deserto no sul da Síria e abrir uma rota de abastecimento entre duas áreas controladas pelos rebeldes.

## Campanha

### Primeira ofensiva do ELS (Dezembro 2016 - Janeiro 2017)
Em 29 de Dezembro de 2016, os grupos da Frente do Sul liderados pelas Forças do Mártir Ahmad al-Abdo lançaram uma ofensiva contra as posições do EIIL nas montanhas a leste de Qalamoun. A ofensiva foi codificada como a "Batalha para Restaurar Dignidade" pelos rebeldes. As forças rebeldes capturaram a barragem de Abu Risha e cinco aldeias. Cinco dias depois, os rebeldes atacaram os últimos bastiões do EIIL na parte desértica da região de Badia al-Sham.
Em 3 de Janeiro de 2017, o Exército das Tribos Livres anunciou a captura da barragem de Zelaf a leste de Sueida, a aldeia ao lado dela, e uma antiga gruta usada pelo EIIL. Em 8 de Janeiro, as Forças de Ahmad al-Abdo capturaram mais de 18 posições ao jihadistas nas montanhas do leste de Qalamoun.

#### Interlúdio
Em 8 de Fevereiro, as forças rebeldes avançaram no leste de Qalamoun, o que resultou em fortes combates com o EIIL. Em 13 de Fevereiro, as forças rebeldes lideradas pelo Exército dos Leões de Leste avançaram na região de Sueida, perto da fronteira Jordânia-Síria e capturaram al-Kraa e al-Dayathah ao EIIL.

### Segunda ofensiva do ELS (15 de Março de 2017 - 2 de Abril de 2017)
As Forças do Mártir Ahmad al-Abdo do Exército Livre Sírio lançaram um assalto nocturno entre 15 e 16 de Março contra o EIIL na parte oriental das Montanhas de Qalamoun. A ofensiva foi lançada em duas frentes, as montanhas ao leste de Qalamoun e no deserto sírio ao longo da fronteira entre a Jordânia e a Síria. Os rebeldes codificaram a primeira frente como a "Batalha pela Expulsão dos Agressores", enquanto a última era chamado de "Sela de cavalos". Os rebeldes conquistaram vários pontos na montanha de al-Afai.
As facções rebeldes atacaram o EIIL em 18 e 19 de Março, perto de al-Badia, e capturaram várias áreas, incluindo uma antiga base do Batalhão de Pesquisa Científica. O ELS e aliados capturaram várias áreas, incluindo o estratégico Monte Naqab em 20 de Março. Até 21 de Março, os rebeldes capturaram mais de 25 quilómetros quadrados de território no leste de Qalamoun e mais de 1.800 quilómetros quadrados no geral desde do início da campanha. As forças do EIIL foram expulsas da maioria do leste de Qalamoun. Ahrar al-Sham anunciou que os seus combatentes haviam capturado a cordilheira de Al-Afai.
Os rebeldes e o Estado Islâmico continuaram a combater sob uma área de serviço perto da estrada de Bagdade-Damasco, durante o avanço dos rebeldes na região, capturando Mihassah, Thaniyat al-Yaridah, Thaniyah Wadhath, a encruzilhada nas proximidades e algumas colinas. Foi relatado em 24 de Março que o EIIL se estava a retirar do sul da Síria para se concentrar na ofensiva de Raqqa e se retirou de várias áreas do leste de Qalamoun sem resistência. Dois dias depois, as forças do ELS capturaram mais três aldeias do EIIL perto da fronteira iraquiana.
O Exército Árabe Sírio (EAS), apoiado pelas Forças de Defesa Nacional e pela Direcção de Inteligência da Força Aérea, atacou o EIIL na zona leste de Sueida, em 26 de Março, enquanto os islamistas se retiravam. O EAS capturou várias aldeias e locais durante o avanço. O ELS fez um grande avanço ao mesmo tempo, chegando à linha de frente com o EAS no dia seguinte. O ELS anunciou que haviam capturado a área de al-Badia e mais de uma dúzia de locais perto de Bir al-Qasab, que eram os principais bastiões do EIIL no sudeste da Síria. Os rebeldes capturaram a região montanhosa de Dakwa em 28 de Março. Após a meia-noite, as áreas de Bir Qasab foram alvo de um ataque aéreo, que segundo fontes pró-oposição foi efectuado pelas forças governamentais. Um comandante rebelde, Adnan al-Khuleh, foi morto nos ataques aéreos. O avanço dos rebeldes conseguiram expulsar totalmente o EIIL do sudeste do Deserto Sírio.
Em 29 de Março, os rebeldes anunciaram que o EIIL havia sido expulso de toda a zona rural de Damasco. A Orient News afirmou que o EIIL se retirou das áreas de Jabal al-Makhul, Tal Dakwa e seus arredores, al-Qeseb Be'r, al-Seraikhi e Tal al-Dukhan após os avanços das forças rebeldes. Enquanto isso, o EIIL ainda tinha algumas posições sob o seu controlo no deserto da Síria. Um grupo rebelde afirmou que o próximo objectivo seria quebrar o cerco de EIIL no leste de Qalamoun.
Os rebeldes capturaram a estrada estratégica de Abu al-Shamat a 2 de Abril e atacaram a cidade de al-Mahsa. O ELS também capturou o enclave do EIIL localizado entre o deserto da Síria e a zona norte de Sueida, permitindo que os rebeldes lançassem a terceira ofensiva da sua campanha para chegar ao leste de Qalamoun.
O EIIL atacou o posto fronteiriço de al-Tanf em 9 de Abril, iniciando ataques suicidas em uma base rebelde perto do posto fronteiriço e uma escolta do Exército dos Leões de Leste. O ataque foi repelido pelos rebeldes, que receberam apoio da coligação anti-EIIL. Rebeldes declararam que quatro dos seus combatentes e oito combatentes do EIIL foram mortos.

### Terceira ofensiva do ELS (20 - 30 de Abril de 2017)
Em 20 de Abril, os rebeldes do ELS liderados pelo Exército dos Leões de Leste capturaram Alalianih, bem como uma base militar abandonada, no deserto sírio. Quatro dias depois, o ELS lançou uma ofensiva em torno das encostas orientais das montanhas de Qalamoun, visando a área ao redor das aldeias de Al-Mahsaa e Abou Al-Shamat para levantar o cerco do EIIL no leste de Qalamoun. Os meios de comunicação oficiais do ELS declararam que capturaram vários pontos durante o dia.

Em 29 de Abril, o EIIL lançou um contra-ataque contra os rebeldes de Osoud Al-Sharqiya no leste de Qalamoun. O grupo recuperou vários sites na região. No dia seguinte, o ELS lançou um contra-ataque na região e os meios de comunicação rebeldes afirmaram que o ELS havia recapturado vários pontos, mais tarde.